# Aeródromo de Galancita
El Aeródromo de Galancita (Código AFAC: GSA) es un pequeño aeródromo localizado en la comunidad de Galancita en el Municipio de Topia, a 20 km al oeste-suroeste de la cabecera municipal en el estado de Durango, México. Cuenta con una pista de aterrizaje sin pavimentar de 425 metros de largo y 17 metros de ancho, así como una gota de viraje y una plataforma de aviación sin pavimentar.

## Accidentes e incidentes
- El 29 de marzo de 2023 una aeronave 	Cessna TU206G Turbo Stationair con matrícula XB-RRM que había despegado del Aeródromo de Galancita, tuvo que retornar a su punto de partida después que el piloto detectó una potencial falla, tras aterrizar, la aeronave se despistó, impactando y dejando con heridas a los 4 ocupantes y quedando la aeronave con daños irreparables.[2][3]

- El 25 de septiembre de 2023 una aeronave Cessna TU206F Turbo Stationair con matrícula XA-TAD operada por Aerotaxis SA de CV que había realizado un vuelo entre el Aeródromo de Tamazula y el Aeródromo de La Galancita para recoger pasajeros, los cuales serían llevados posteriormente al Aeropuerto de Culiacán fue colicionada por una aeronave Cessna TU206G con matrícula XB-PJT operada por la misma empresa y que también operaba un vuelo entre el Aeródromo de Tamazula y el Aeródromo de La Galancita. La primera aeronave ya había sido abordada por los pasajeros y se mantenía en espera para poder despegar mientras la segunda aeronave se encontraba en fase de aterrizaje al momento del impacto, en el cual murieron el piloto y los 4 pasajeros de la primera aeronave y resultó herido el piloto de la segunda, dejando daños irreparables en ambas aeronaves.[4][5][6][7]